# Атанас Змийчаров
Атанас Георгиев Змийчаров е български офицер, капитан I ранг.

## Биография
Роден е на 10 август 1972 г. в Пазарджик. През 1991 г. завършва Техникума по електротехника в Пазарджик. 
От 1991 до 1996 г. учи във Военноморското училище „Никола Вапцаров“ във Варна. 
Между 1996 и 2001 г. е командир на електромеханична бойна част на среден десантен кораб в дивизион „Десантни кораби“.
В периода 2001 – 2003 г. е дивизионен механик в дивизион „Десантни кораби“. 
От 2003 до 2005 г. учи във Военната академия „Георги Стойков Раковски“. 
От 2005 до 2008 г. е началник на отделение „Въоръжение“ в щаба на военноморска база-Бургас.
В периода 2008 – 2012 г. е командир на сектор „Технически“ на фрегата в дивизион „Патрулни кораби“. 
През 2012 г. е за няколко месеца флагмански механик в щаба на военноморска база-Бургас. 
Между 2012 и 2016 г. е началник на отделение „Логистика“ в щаба на военноморска база-Бургас.
От 2016 до 2017 г. е заместник-командир по ресурсите на военноморската база. 
След това до 2018 г. учи в Командния колеж на ВМС на САЩ в Нюпорт. След завръщането си през 2018 г. е назначен за заместник-началник на щаба на Военноморските сили. 
Награждаван е с Почетен знак на МО „Св. Георги“ III степен и Награден знак „За вярна служба под знамената“ – IIІ степен.

## Военни звания
- Лейтенант (1996)
- Старши лейтенант (1998)
- Капитан-лейтенант (2001)
- Капитан III ранг (2005)
- Капитан II ранг (2012)
- Капитан I ранг (2016)